# Рыжиково (Даниловский район)
Рыжиково — село в Даниловском районе Ярославской области. Входит в состав Дмитриевского сельского поселения.

## География
Расположено в 19 км на запад от центра поселения села Дмитриевское и в 33 км на юго-запад от райцентра города Данилова.

## История
Каменная церковь Святителя и Чудотворца Николая с колокольней построена в 1832 году, по преданию, местной помещицей девицей княжной Екатериной Вяземской. Престолов в церкви было три: в летней один — во имя Святителя Николая, а в зимней два — во имя великомученика Дмитрия Солунского и во имя великомученицы Екатерины. Вокруг церкви и кладбища в 1903 году была построена каменная ограда. 
В конце XIX — начале XX село являлось центром Рыжиковской волости Романово-Борисоглебского уезда Ярославской губернии.
С 1929 года село являлось центром Рыжиковского сельсовета Даниловского района, с 2005 года — в составе Дмитриевского сельского поселения.
До 2013 года в селе действовала Рыжиковская основная общеобразовательная школа.

## Население
| 1859 | 1914 | 2002 | 2007 | 2010 |
| ---- | ---- | ---- | ---- | ---- |
| 102  | ↗146 | ↗159 | ↘157 | ↗160 |

## Достопримечательности
В селе расположена недействующая Церковь Николая Чудотворца (1832).